# Rodesia del Sur en los Juegos Olímpicos de Ámsterdam 1928
Rodesia del Sur (actualmente Zimbabue) estuvo representada en los Juegos Olímpicos de Ámsterdam 1928 por dos deportistas masculinos que compitieron en boxeo.
El equipo olímpico no obtuvo ninguna medalla en estos Juegos.